# あかなぎ
あかなぎ（Akanagi）は、2006年より活動を開始した日本の音楽ユニット。サンミュージックブレーン所属（2009年2月 - ）。
高校時代、寮生活を共にした岡田茜とあべなぎさ。極貧生活の中にあっても将来のスターを夢見て猛レッスンに明け暮れる。その後、別れが来るもドラマ、CM、舞台、映画など、お互いの道を歩き始める。
2006年、インターネットテレビにて再会し音楽ユニットを結成。2007年2月24日、彼女達自ら作詞・作曲を手掛けた2曲が収められたデビューシングルをリリース。個人のタレント活動と並行して、当ユニットにおいても音楽にとどまらない活動を展開中。

## メンバー
- 岡田茜

作詞、作曲、ボーカル、ギター、ダンス
- あべなぎさ

作詞、作曲、ボーカル、ギター、キーボード、トランペット、ダンス
上記については練習中あるいはファンの熱望するものも含まれる。

## 歩み

### 出会い（極貧生活）
2001年1月、当時高校2年生の岡田茜、あべなぎさがミュージカル学校の寮にてルームメイトに。テレビもクーラーも無く、風呂も壊れているため水道で髪を洗い、窓も割れたままの劣悪な環境で、ゴキブリと共に共同生活を送る。賞味期限切れのコンビニ弁当やパンの耳で空腹を紛らわせながら、厳しいレッスンの日々が続いた。

### 別れ（それぞれの旅立ち）
2001年9月、あべなぎさが退寮。その後ミュージカルのバックダンサー、TV番組のモデル、CM出演などを経験。2004年に公開された「スウィングガールズ」ではトランペットを担当。
一方、岡田茜も数々のTVドラマ、舞台、CMに出演。2004年12月15日、日本テレビの「ものまねバトル☆CLUB」にて優勝。2005年7月にはKBS京都の連続テレビドラマ「Sunny-Side-UP」にも出演。

### 再会（ユニット始動）
2006年2月2日、インターネットテレビ「あっ!とおどろく放送局」内の番組、「アイドルcheck!」でMCとして再会・初共演を果たす。番組終了後の雑談より音楽ユニットの結成話が持ち上がる。当時は勢いだけで真剣味は薄かった模様。そこから当然の事ながら、曲作りやギター練習、さらには音楽に対する姿勢にまで苦悩する日々が続く。
2006年10月6日、2人にとっては自分達の未来を見つめ直す若干のブランクの後、プロジェクトが再始動。10月11日には旧名称AaGI（アギー）より「あかなぎ」にユニット名を変更。気持ちと装いも新たに実質的な第一歩を踏み出した。

### 挑戦（最初のハードル）
2006年11月15日よりエンターテイメント系の投資信託にてCD制作のための原資を公募、同時にインターネットテレビ、ネットラジオ、日経BP「デジタルARENA」、読売ウイークリーなど、各媒体に露出を展開。なお投資信託については公募期間40日のところを19日目（2006年12月4日）で目標金額を達成した。

### 出発（デビュー）
2007年2月24日、待望のデビューシングルをリリース。翌25日のインストアライブを皮切りにワンマンライブ、対バンライブ、路上ライブと、投資信託の損益分岐枚数2,274枚をクリアすべく精力的に活動を展開。2008年2月末日の最終集計結果は、目標枚数を218枚上回る2,492枚の成績を達成した。

### 岐路（始まりの道）
一年後の2008年2月、投資信託の配当とアイドルcheck!との契約終了を機にプロダクション主導の運営に変更。ちょうどデビュー一周年記念となった2008年2月24日のライブでは「あかなぎ第二章」のスタートと位置づける（岡田茜のコメント）。この時期より次々と新曲を発表し、レパートリーの幅を広げていく。さらには二人そろっての舞台出演（あかなぎとのクレジットはなし）、自主企画のワンマンライブ実現、2008年11月15日に公開された映画「ハッピーフライト」の企画DVDへの出演・書籍発刊など、音楽アーティストにとどまらない活動を見せ始める。

## 活動

### 映画
- アイドルcheck!制作映画スプリング★デイズ（2007年夏公開）」に二人揃って出演。同時に「いつかきっと…」が挿入歌として採用される。

### 舞台
- 東京ギンガ堂公演「ねこになった漱石」（2008年6月7日~15日）出演。

### DVD
- 映画「ハッピーフライト（2008年11月15日公開）」の企画DVD「FLY! FLY! FLY! カンボジア 路上ライブの旅（2008年11月5日リリース）」に出演。

### 書籍
- 映画「ハッピーフライト」の企画のDVD「FLY! FLY! FLY! カンボジア 路上ライブの旅」の道中を綴った旅日記「世界へハッピーフライト FLY!FLY!FLY!日記」を発刊（角川学芸出版、2008年10月31日）。

### テレビ番組
- 「スタジオパークからおめでとう2009」で“モーモー娘”としてアシスタント出演（NHK総合、2009年1月1日）。

### インターネットテレビ
- 「あっ!とおどろく放送局」の番組「アイドルcheck!」（2006年～）。
- 「あっ!とおどろく放送局」の番組「あっ！とモバイルpresents モバチャン6～銀蔵御殿 新お江戸伝説～」にて番組アシスタントを担当（2006年12月26日終了）。
- 「BIG-GIRL.tv」の番組「Yukaちゃんねる」に出演（2007年4月）。

### インターネットチャット
- スターチャット.TVに出演（2006年11月3日）。

### インターネットラジオ
- ライブドアのネットラジオ「ねとらじ」にて第一弾「あかなぎのHAPPYでいこう！」（2006年11月1日～2006年12月27日）、第二弾「帰ってきた“あかなぎのHAPPYでいこう！”」（2007年1月23日～2007年5月2日）を放送。

### イベント・ライブ
- 「アイドルcheck!、1周年記念イベント」に出演（2006年8月20日、21日）。
- アイドルcheck!のイベントとして御茶ノ水のライブハウス「KAKADO（カカドゥ）」にて初ライブを決行。歌、ダンス、ピアノ演奏、持ち歌2曲などを披露（2006年12月17日）。
- デビューシングルの発売翌日、秋葉原の石丸電気にて初インストアライブを開催（2007年2月25日）。
- 赤坂「Akasaka Live Theater ECOLE」にてワンマンライブ「あかなぎLIVE☆HAPPYでいこう！」を開催（2007年3月16日）。
- 江古田「そるとぴーなつ - ウェイバックマシン（2003年5月6日アーカイブ分）」にてアコースティックライブ「あかなぎナイト」がファン有志によって開催される（2007年4月1日）。
- 赤坂「Akasaka Live Theater ECOLE」にてワンマンライブ「あかなぎLIVE☆HAPPYでいこう！ Part2」を開催。ゲストには、「あかなぎ」同様アイドルcheck!に席を置く「チーム暴走」こと、中嶋かねこと田村絢子も出演（2007年4月6日）。
- 2007年3月10日より都内にて路上ライブを開始。ちなみに「いつかきっと…」の歌詞には、ファンに感謝の気持ちを綴った、路上ライブバージョンが存在する。

## 作品

### シングル
2007年2月24日発売
いつかきっと…（旧仮題：友情の歌）
作曲は岡田茜、作詞については1番は岡田茜があべなぎさに、2番はあべなぎさが岡田茜にささげた共作。当ユニットの処女作であり、素朴なメロディーと等身大の素直な思いが伝わる初々しさが持ち味の曲。
HAPPYでいこう!（旧仮題：勇気の歌）
作詞・作曲はあべなぎさが担当。後半の掛け合いでは遊び心も見せるフレッシュでアクティブな曲。当ユニットの魅力が弾けるナンバー。